# Jan Benzien
Jan Benzien (* 22. Juli 1982 in Gießen) ist ein deutscher ehemaliger Kanute.

## Leben
Benzien begann mit sieben Jahren Kanu-Slalom zu fahren. Bis zu seinem 16. Lebensjahr besuchte er die Schule in Gießen. Im Jahr 1999 wechselte er auf ein Internat in Leipzig, da er seine sportliche Laufbahn vorantreiben wollte. Sein Abitur schloss Benzien 2002 erfolgreich ab. Anschließend absolvierte Jan bis 2005 seine dreijährige Bundeswehrzeit bei der Sonthofener Sportfördergruppe. Zu dieser Zeit verpasste er die Qualifikation für die Olympischen Sommerspiele 2004 in Athen. An der Staatlichen Studienakademie Riesa studierte er Sportmanagement, wobei ihn der Landessportbund Sachsen unterstützte.

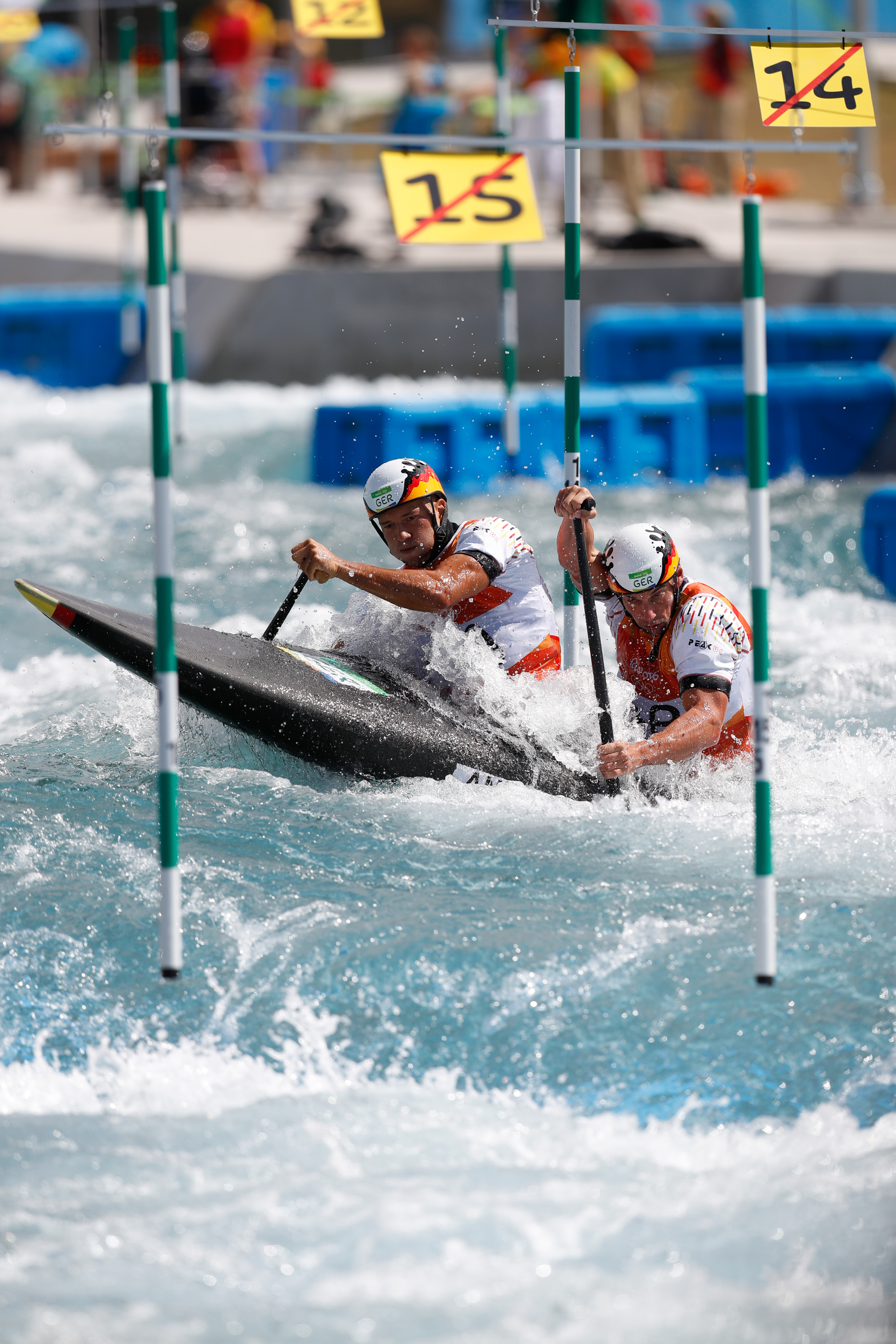
Anton/Benzien bei den Olympischen Sommerspielen 2016.

Zur Vorbereitung auf die Olympiasaison wechselte Jan Benzien 2007 wieder zurück in die Sportfördergruppe der Bundeswehr. Im Frühjahr 2008 sicherte er sich in vier nationalen Qualifikationsrennen den einzigen deutschen Olympiastartplatz im Einer-Canadier. Bei den Olympischen Spielen gehörte er nach den Vorläufen zu den Besten, schied aber als Zwölfter im Halbfinale aus, nachdem er nach einem riskanten Manöver in einer Wasserwalze erheblich an Fahrt verlor und ihm am Ende knapp drei Sekunden für die Finalteilnahme fehlten.
Das Jahr 2009 brachte ihm mit den Bronzemedaillen bei den Europameisterschaften von Nottingham und den Weltmeisterschaften in La Seu d’Urgell (Spanien) zwei weitere Einzelmedaillen bei internationalen Meisterschaften. Mit außerdem zwei Podestplatzierungen bei den Weltcups von Pau (1.) und Augsburg (3.) sowie Gesamtrang drei im Weltcup wurde die Saison zu einer der erfolgreichsten seiner Karriere.
Bei den Kanuslalom-Weltmeisterschaften 2011 wurde er Vizeweltmeister mit der Mannschaft.
Ab 2012 startete er neben dem Einer-Canadier (C1) auch mit Franz Anton zusammen im Zweier-Canadier (C2). Beim letzten Weltcup 2012 in Bratislava gelang ihnen dabei der Sieg. Bei den Kanuslalom-Europameisterschaften 2013 im polnischen Krakau konnten sie mit der Mannschaft den 3. Rang erreichen.
2018 beendete Benzien seine sportliche Karriere. Schon seit 2014 betätigt er sich als Unternehmer und errichtet gemeinsam mit einer Mitgesellschafterin mehrere Gebäude für Gastronomie und Bootsverleih am Stadthafen Leipzig, den er dafür von der Stadt gepachtet hat. Die Stadt errichtet die Hafenanlagen mit dem Zugang zum Elstermühlgraben. Im August 2024 wurde die Eröffnung im Frühjahr 2026 erwartet.

## Privates
Jan Benzien ist seit dem 6. März 2009 mit der ehemaligen Slalomkanutin Mandy Benzien verheiratet. Die gemeinsamen Söhne kamen 2006 und 2009 zur Welt.

## Erfolge

### International
- 1999 – 3. Platz Junioren-Europameisterschaften, Solkan (Einzel, C1)
- 1999 – 1. Platz Junioren-Europameisterschaften, Solkan (Mannschaft, 3xC1)
- 2000 – 3. Platz Junioren-Weltmeisterschaften, Bratislava (Einzel, C1)
- 2000 – 5. Platz Junioren-Weltmeisterschaften, Bratislava (Mannschaft, 3× C1)
- 2002 – 2. Platz Weltmeisterschaften, Bourg-Saint-Maurice (Einzel, C1)
- 2002 – 2. Platz Weltmeisterschaften, Bourg-Saint-Maurice (Mannschaft, 3× C1)
- 2002 – 3. Platz Europameisterschaften, Bratislava (Einzel, C1)
- 2002 – 2. Platz Europameisterschaften, Bratislava (Mannschaft, 3× C1)
- 2003 – 4. Platz Weltmeisterschaften, Augsburg (Mannschaft, 3× C1)
- 2004 – 1. Platz Europameisterschaften U23, Kraków (Einzel, C1)
- 2004 – 1. Platz Europameisterschaften U23, Kraków (Mannschaft, 3× C1)
- 2004 – 3. Platz Weltcup (Einzel, C1 (Gesamtwertung))
- 2005 – 4. Platz Weltmeisterschaften, Penrith City (Einzel, C1)
- 2005 – 2. Platz Weltmeisterschaften, Penrith City (Mannschaft, 3× C1)
- 2005 – 2. Platz Europameisterschaften, Ljubljana-Tacen (Mannschaft, 3× C1)
- 2005 – 2. Platz Weltcup (Einzel, C1 (Gesamtwertung))
- 2006 – 1. Platz Weltmeisterschaften, Prag (Mannschaft, 3× C1)
- 2006 – 4. Platz Europameisterschaften, L’Argentière-la-Bessée (Einzel, C1)
- 2006 – 1. Platz Europameisterschaften, L’Argentière-la-Bessée (Mannschaft, 3× C1)
- 2006 – 4. Platz Weltcup (Einzel, C1 (Gesamtwertung))
- 2007 – 4. Platz Weltmeisterschaften, Foz do Iguaçu (Einzel, C1)
- 2007 – 2. Platz Weltmeisterschaften, Foz do Iguaçu (Mannschaft, 3× C1)
- 2007 – 5. Platz Europameisterschaften, Liptovský Mikuláš (Einzel, C1)
- 2007 – 2. Platz Europameisterschaften, Liptovsky Mikulas (Mannschaft, 3× C1)
- 2008 – 12. Platz Olympische Spiele, Peking (Einzel, C1)
- 2009 – 3. Platz Europameisterschaften, Nottingham (Einzel, C1)
- 2009 – 3. Platz Europameisterschaften, Nottingham (Mannschaft, 3× C1)
- 2009 – 3. Platz Weltmeisterschaften, La Seu d’Urgell (Einzel, C1)
- 2009 – 6. Platz Weltmeisterschaften, La Seu d’Urgell (Mannschaft, 3× C1)
- 2009 – 3. Platz Weltcup (Einzel, C1 (Gesamtwertung))

### National
- 1998 – 2. Platz Deutsche Meisterschaften, Oker (Mannschaft, 3× C1)
- 1999 – 4. Platz Deutsche Meisterschaften, Hagen-Hohenlimburg (Einzel, C1)
- 1999 – 1. Platz Deutsche Meisterschaften, Hagen-Hohenlimburg (Mannschaft,3× C1)
- 2000 – 1. Platz Deutsche Meisterschaften, Augsburg (Mannschaft,3× C1)
- 2001 – 1. Platz Deutsche Meisterschaften, Lippstadt (Mannschaft,3× C1)
- 2002 – 4. Platz Deutsche Meisterschaften, Zwickau (Einzel, C1)
- 2002 – 1. Platz Deutsche Meisterschaften, Zwickau (Mannschaft,3× C1)
- 2003 – 1. Platz Deutsche Meisterschaften, Oker (Einzel, C1)
- 2003 – 1. Platz Deutsche Meisterschaften, Oker (Mannschaft,3× C1)
- 2004 – 2. Platz Deutsche Meisterschaften, Augsburg (Einzel, C1)
- 2004 – 2. Platz Deutsche Meisterschaften, Augsburg (Mannschaft, 3× C1)
- 2005 – 2. Platz Deutsche Meisterschaften, Hagen-Hohenlimburg (Einzel, C1)
- 2005 – 1. Platz Deutsche Meisterschaften, Hagen-Hohenlimburg (Mannschaft, 3× C1)
- 2006 – 1. Platz Deutsche Meisterschaften, Oker (Einzel, C1)
- 2006 – 2. Platz Deutsche Meisterschaften, Oker (Mannschaft,3× C1)
- 2006 – 1. Platz Deutsche Meisterschaften, Oker (Mannschaft,3× C2)
- 2007 – 1. Platz Deutsche Meisterschaften, Markkleeberg (Einzel, C1)
- 2007 – 2. Platz Deutsche Meisterschaften, Markkleeberg (Mannschaft,3× C1)
- 2007 – 1. Platz Deutsche Meisterschaften, Markkleeberg (Mannschaft,3× C2)
- 2008 – 1. Platz Deutsche Meisterschaften, Augsburg (Einzel, C1)
- 2008 – 1. Platz Deutsche Meisterschaften, Augsburg (Mannschaft, 3× C1)
- 2009 – 2. Platz Deutsche Meisterschaften, Hagen-Hohenlimburg (Einzel, C1)
- 2009 – 2. Platz Deutsche Meisterschaften, Hagen-Hohenlimburg (Mannschaft, 3× C1)